# ダブルプレイ
ダブルプレイ（Double Play）は、コンピュータゲームにおいて使われる用語。主にアーケードゲームタイプのシューティングゲームや音楽ゲームで使われる特殊プレイ（やり込み）の一種。DPと略される。ダブルプレイを行う者は「ダブルプレイヤー（DPer）」と呼称される。

## 概要
ほとんどのコンピュータゲームは、1人のプレイヤーが1つのゲーム操作用のデバイス（コントローラ）を操作するという前提で製作されている。ダブルプレイとは、2人同時プレイの出来るコンピュータゲームで、コントローラを2つ用意し、両手や両足、体全体を使うなどして、2人分を1人で同時に操作するというプレイ方法である。
具体的には2人同時プレイのモードを1人だけでプレイするという方法が多く採られるが、ゲームによってはダブルプレイ専用のモードが用意されているものもある。この場合は1人でもプレイできるように、通常の2人同時プレイとはやや内容が変更されていることがある。
ダブルプレイの難易度は通常のプレイと比べて当然高いが、音楽ゲーム（特にBEMANIシリーズ）においてはダブルプレイ専用のモードが充実していることもあり、近年ではこちらの方が得意という者もいる。

## 多く実施されるゲームのジャンル、タイトル
ガンシューティングゲームコントローラを片手で操作することができるため、いわゆる二丁拳銃プレイという形でダブルプレイしやすい。
シューティングゲーム（2Dシューティングゲーム）敵の配置や攻撃方法が一定である（パターン性が強い）ため、それを熟知していれば可能なゲームがある。
- 斑鳩 - STGの中でもとくにパターン性が強いため、ダブルプレイに適している。プレイ動画などが多数公開されている。
- ギガウイング2 - 2Pプレーがタッグモードとなり、スコアが両者の合算となる。『アルカディア』でのハイスコア集計にて「服部（右手）&服部（左手）」がダブルプレイで全国一位スコアを取得し、読者やシューターの度肝を抜いた。
- 雷電 - 『雷電III』にて、STGでは初のダブルプレイ専用モードを搭載。『雷電III』の攻略DVDには、ダブルプレイでのプレイ映像も収録されている。プレイヤーは「服部」。『雷電IV』にも同様の専用モードがあり、Xbox 360版では、1つのコントローラで2機を操る「ダブルプレイモード」が搭載された。

音楽ゲーム画面全体に表示される譜面を読み取る動体視力、デバイスの機敏な操作技術や反射神経が必要となる。
- BEMANIシリーズ - 『beatmania IIDX』、『Dance Dance Revolution』などにおいて専用モードを搭載。なお、ダブルプレイモードのハイスコアを2人でプレイして計上する不正行為が行われることがあり、これは『beatmania IIDX』プレイヤー間のスラングで「和尚」と呼ばれる。
- 太鼓の達人 - ダブルプレイ専用モードは存在しないが、コントローラの配置がダブルプレイに適しているためダブルプレイヤーが存在する。一部の曲にダブルプレイを前提としたと思われる譜面があるほか、2人プレイのときに専用譜面となる曲が存在する。

メダルゲーム
- アニマロッタ2 アニマフェスティバル - マルチモードを1人でこなすことにより、ハイリスク・ハイリターンの配当が狙える。
- メダルのガンマン - 銃が2つ配置されており、プレイヤーの腕次第では高配当が狙えることもある。

その他
- イシターの復活 - 基本的に二人でプレイするゲームであったが、一人でクリアする者もいた。
- ロードランナー 帝国からの脱出 - 2人協力プレイモードがあるが、1人でもクリアできる。むしろ、タイミングを合わせて相棒の頭に乗ったり、協力して穴を掘るステージは、ダブルプレイのほうが難易度が低い。
- テトリス ジ・アブソリュート ザ・グランドマスター2 - 2人協力プレイモードとして「DOUBLES」があり、1人でクリアすることができる。